# ملكية صناعية
الملكية الصناعية هي واحدة من مجموعتين فرعيتين تابعتين للملكية الفكرية (المجموعة الأخرى هي حق المؤلف والطبع والنشر)، وتتخذ أشكالا متعددة، بما فيها براءات الاختراع، والتصاميم الصناعية (الإبداعات الجمالية المتعلقة بمظهر المنتجات الصناعية)، والعلامات التجارية، وعلامات الخدمة، وتصاميم الدوائر المتكاملة، والأسماء والتسميات التجارية، والمؤشرات والبيانات الجغرافية، والحماية من المنافسة غير المشروعة. وفي بعض الحالات، تكون جوانب الإبداع الفكري، رغم وجودها، أقل تحديداً ووضوحاً.
يتألف موضوع الملكية الصناعية من علامات وإشارات تنقل معلومات، لا سيما للمستهلكين، بشأن المنتجات والخدمات المتاحة في السوق. وأما الحماية فهي موجهة ضد استعمال هذه الأشارات والعلامات دون ترخيص فيؤدي ذلك إلى تضليل المستهلكين، وهي موجهه أيضاً ضد الممارسات المضللة بشكل عام.
في الولايات المتحدة، تشير الملكية الصناعية، والمعروفة أيضًا بالعقارات الصناعية، إلى "فرع من فروع التجارة أو التصنيع والإنتاج والتجميع والإصلاح للمنتجات النهائية أو الجاهزة جزئيًا من المواد الخام أو الأجزاء المصنعة".

## التاريخ والسياق

### براءات الاختراع الأولى
كانت براءات الاختراع الأولى عبارة عن اعترافات للاستغلال الحصري أو الممارسة الحصرية لعمليات أو إبداعات جديدة؛ والتي يعتقد أنها مُنحت في أوروبا في القرن الرابع عشر. وتُعزى الأصول المحتملة لبراءات الاختراع الأولى إلى عدة مصادر محتملة: جمهورية فلورنسا، أو جمهورية البندقية، أو مملكة إنجلترا وفقًا لبعض المؤلفين. وفي جميع الحالات، يبدو أن الدوافع الرئيسية كانت تتمثل في إدخال "فنون جديدة"، وجذب المزيد من الحرفيين المهرة ونقل التكنولوجيا من أجل تقليل الواردات وزيادة صادرات أراضيها.
يرى الباحث [بحاجة لتوضيح] ماكسيميليان فرومكين أن أول براءة اختراع مُنحت في فلورنسا عام 1421 للمهندس المعماري الشهير فيليبو برونيليسكي الذي منحته الدولة الفلورنسية حقًا حصريًا لمدة ثلاث سنوات لبناء واستخدام جهاز من اختراعه لنقل الأحمال الثقيلة في نهر أرنو والأنهار الأخرى، مستبعدًا أي شخص آخر من هذه الاستخدامات تحت طائلة حرق أي اختراع غير اختراع المهندس المعماري في حال مخالفة الحظر. كان هذا الاختراع عبارة عن قارب مخصص لنقل الرخام اللازم لبناء قبة كاتدرائية فلورنسا، أعظم أعمال برونليسكي. وعملياً، لم يتم بناء القارب حتى عام 1427 وعُرف باسم "إيل بادالوني".
في وقت لاحق، خلال القرن السادس عشر، شهد تاريخ براءات الاختراع تطورًا جديدًا مع اعتراف الملكة إليزابيث الأولى ملكة إنجلترا بالمخترع جاكوبوس أكونتيوس الذي طلب منع أي استخدام لاختراعه لكنه أسس التماسه على "حقوقه وأعماله وجهوده"، وبذلك حدث تحول في الاعتراف بالملكية الصناعية كنوع من الحقوق الطبيعية

### العصر الحديث
تعريف الملكية الصناعية ليس تعريفاً جامداً؛ فهي جزء من المفهوم الأعلى للملكية الفكرية (الملكية غير الملموسة) الذي يستثني حقوق التأليف والنشر. والغرض من قانون الملكية الصناعية هو تنظيم حقوق بعض الاختراعات والإبداعات الصناعية أو التجارية. ويتم تنظيمها على مستوى الدولة والمجتمع المحلي والدولي. وتعتبر تشريعات الملكية الصناعية جزء من مجموعة أوسع من القوانين المعروفة باسم الملكية الفكرية، والتي تشير بشكل عام إلى إبداعات الفكر البشري. وتحمي حقوق الملكية الفكرية مصالح المخترعين والمبدعين من خلال منحهم حقوقًا على إبداعاتهم، ولا سيما احتكار استغلالها.
تم الاعتراف بأهمية حماية الملكية الصناعية في اتفاقية باريس لحماية الملكية الصناعية عام 1883 واتفاقية برن لحماية المصنفات الأدبية والفنية عام 1886. وتتولى المنظمة العالمية للملكية الفكرية إدارة كلتا الاتفاقيتين.
ولا تسعى اتفاقية إنشاء المنظمة العالمية للملكية الفكرية (1967) إلى تعريف الملكية الفكرية، لكنها تدرج وتسرد ما يلي على أنه محمي بحقوق الملكية الفكرية:
- المصنفات الأدبية والفنية والعلمية؛
- منجزات الفنانين القائمين بالأداء والتسجيلات الصوتية وبرامج الإذاعة والتلفزيون؛
- الاختراعات في جميع مجالات الإجتهاد الإنساني؛
- الاكتشافات العلمية؛
- التصاميم الصناعية؛
- العلامات التجارية وعلامات الخدمة والأسماء والتسميات التجارية؛
- الحماية من المنافسة غير المشروعة؛
- جميع الحقوق الأخرى الناتجة عن النشاط الفكري في المجالات الصناعية والعلمية والأدبية والفنية.[15]

وتقتضي الاتفاقية حول الجوانب التجارية لحقوق الملكية الفكرية، التي اعتُمدها عام 1995 أعضاء منظمة التجارة العالمية توفير الحماية والاعتراف بالعلامات التجارية (بما في ذلك علامات الخدمة)؛ والمؤشرات والبيانات الجغرافية (بما في ذلك تسميات المنشأ)؛ والتصاميم الصناعية؛ وبراءات الاختراع (بما في ذلك حماية الأصناف الجديدة من النباتات)؛ وتصاميم تخطيط الدوائر المتكاملة؛ والمعلومات غير المفصح عنها بما في ذلك الأسرار التجارية وبيانات الاختبار.
وقد أوجدت أدوات دولية أخرى أنظمة للتسجيل الدولي لعلامات الملكية الصناعية، مثل اتفاق لشبونة بشأن حماية تسميات المنشأ وتسجيلها على الصعيد الدولي (1958) واتفاق مدريد بشأن التسجيل الدولي للعلامات (1989)، وكلاهما تديره المنظمة العالمية للملكية الفكرية
ولدى البلدان عمومًا قوانين لحماية الملكية الفكرية لسببين رئيسيين:
1. لإعطاء تعبير قانوني عن حقوق المبدعين والمبتكرين في إبداعاتهم وابتكاراتهم، وموازنتها مع المصلحة العامة في الوصول إلى الإبداعات والابتكارات؛
2. تعزيز الإبداع والابتكار، وبالتالي المساهمة في التنمية الاقتصادية والاجتماعية.[15]

## براءات الاختراع
البراءات، التي يشار إليها أيضاً بعبارة براءات الاختراع، هي الوسيلة الأكثر انتشاراً لحماية الاختراعات التقنية. صُمّم نظام البراءات للمساهمة في تشجيع الابتكار ونقل ونشر التكنولوجيا، بما يحقق المنفعة المتبادلة للمخترعين ومستخدمي الاختراعات وعامة الناس. وبمجرّد أن تمنح دولة ما أو مكتب إقليمي يعمل لحساب عدة دول براءةَ الاختراع، يحق لمالك البراءة منع أي شخص آخر من استغلال اختراعه تجارياً لمدة زمنية محدودة، عادةً ما تكون 20 عاماً. ويجب على مودع طلب البراءة أن يكشف عن اختراعه بهدف الحصول على الحماية، وتكون حقوقه نافذه فقط في الحيز الإقليمي الذي مُنحت فيه البراءة.

### التعريفات
لا تعرّف معظم القوانين التي تتناول حماية الاختراعات في الواقع ما هو الاختراع. بيد أن عدداً من البلدان تعرّف الاختراعات بوصفها حلولاً جديدة لمشاكل تقنية. وقد تكون المشكلة قديمة أو جديدة، ولكن الحل، لكي يعتبر اختراعاً، يجب أن يكون حلاً جديداً. إن مجرد اكتشاف شيء موجود بالفعل في الطبيعة لا يعتبر اختراعاً بشكل عام؛ إذ يجب أن يتضمن قدراً وافياً من الحداثة والمهارة البشرية والإبداع والقدرة على الابتكار. ولكن ليس من الضروري أن يكون الاختراع معقداً من الناحية التقنية: فقد كان دبوس الأمان اختراعاً لأنه حل مشكلة "تقنية".

### الحقوق الاستئثارية
من خلال منح حق حصري/إستئثاري، توفر البراءة حوافز تعترف بإبداع المخترعين وتقدم حوافز مادية على اختراعاتهم القابلة للتسويق. وتشجّع هذه الحوافز على الابتكار، الذي يساهم بدوره في استمرار تحسين نوعية الحياة. وفي مقابل الحق الاستئثاري والحصري، يجب على المخترع أن يكشف للجمهور عن الاختراع المحمي بالبراءة وبشكل كافٍ، حتى يتمكن الآخرون من الوصول إلى المعرفة الجديدة، ما يؤدي إلى مزيدٍ من الابتكار. وبالتالي فإن الكشف عن الاختراع هو اعتبار أساسي في أي إجراء يؤدي لمنح البراءة. كما تشير كلمة "براءة" أو عبارة "براءة تمليك" إلى الوثيقة او السند الصادر من السلطة الحكومية المعنية. للحصول على براءة اختراع ما، يقدّم المخترع، أو في الغالب صاحب عمله، طلباً إلى مكتب البراءات الوطني أو الإقليمي المعني. وفي الطلب، يجب على مقدم الطلب أن يضمّن الطلب وصفاً مفصلاً للاختراع ومقارنته بالتكنولوجيا السابقة القائمة في المجال نفسه من أجل إثبات أنه جديد.

### إمكانية الحصول على براءة اختراع
لا تستحق الاختراعات كلها الحصول على براءة اختراع. إذ تشترط قوانين البراءات عمومًا أن يفي الاختراع بالشروط التالية، والتي تعرف باصطلاح "المقتضيات" أو شروط البراءة:
- موضوع يستحق البراءة: يجب أن يندرج الاختراع ضمن نطاق الموضوعات التي تفي بشروط البراءة كما هو محدد في القانون الوطني. ويختلف هذا من بلد إلى آخر. وتستثني العديد من البلدان من استحقاق الحصول على البراءة موضوعات مثل النظريات العلمية، ومناهج العلوم الرياضية، والأصناف النباتية والحيوانية، واكتشاف المواد الطبيعية، وطرق وأساليب العلاج الطبي (على عكس المستلزمات الطبية)، وأي اختراع يجب منع استغلاله تجارياً لحماية النظام العام أو الأخلاق أو الصحة العامة.[15]
- التطبيق الصناعي (الفائدة): يجب أن يكون الاختراع ذا استخدامٍ وفائدةٍ عملية، وأن يكون قابلاً للتطبيق الصناعي بشكل أو بأخر.[15]
- الجِدّة (جديد أو مبتكر): يجب أن يبين الاختراع بعض الخصائص والسمات الجديدة غير المعروفة ضمن مجموعة المعارف المعروفة مسبقاً في مجاله التقني (يشار إليها باسم حالة التقنية الصناعية السابقة).field.[15]
- الخطوة الابتكارية (عدم البداهة): يجب أن يُبين الاختراع نشاطاً ابتكارياً لا يمكن لأي شخص لديه معرفة متوسطة في المجال التقني استنتاجه.[15]
- الكشف عن الاختراع: يجب الكشف عن الاختراع على نحوٍ تامٍ وواضحٍ في طلب البراءة الذي يقدّمه شخص من أهل المهنة (وهو شخص ملم بالمجال التكنولوجي المعني).[15]

يجب استيفاء شرطي الجِدّة والنشاط الابتكاري في تاريخ معين، وهو عموماً تاريخ إيداع وتقديم الطلب. وتنظّم اتفاقية باريس الاستثناء من هذه القاعدة، الذي يشمل حق الأولوية لمقدم الطلب. ويقصد بحق الأولوية أنه بعد إيداع الطلب في إحدى الدول الأعضاء في اتفاقية باريس، يجوز لمقدم الطلب نفسه (أو من يخلفه)، في غضون مهلة زمنية محددة، التقدم بطلب الحماية في أي بلد من الدول الأعضاء. ولا تُبطل هذه الطلبات اللاحقة بسبب أي أعمال وقعت بين تاريخ إيداع وتقديم الطلب الأسبق والطلبات اللاحقة.
على سبيل المثال، فإذا ما أودع مخترع طلباً للحصول على الحماية بموجب براءة في اليابان، ثم أودع لاحقا طلباً ثانياً يتعلق بنفس الاختراع في فرنسا، يكفي أن يكون شرطا الجدة وعدم البداهة متوفرين في تاريخ إيداع وتقديم الطلب في اليابان. وبعبارة أخرى، يحتفظ الطلب المودع في فرنسا بالأولوية أمام أية طلبات أخرى تتعلق بالاختراع نفسه ويودعها أشخاص أخرون في الفترة الواقعة بين تاريخ الطلب الأول وتاريخ الطلب الثاني للمخترع نفسه. ويشترط في ذلك ألا تتجاوز الفترة الواقعة بين التاريخين مدة 12 شهراً.

## نماذج المنفعة
على الرغم من أنها ليست منتشرة على نطاق واسع مثل البراءات، إلا أن نماذج المنفعة تُستخدم أيضاً لحماية الاختراعات. تتشابه الحقوق التي تمنحها نماذج المنفعة مع حقوق البراءات. وتوجد نماذج المنفعة في قوانين أكثر من 50 دولة، وكذلك في الاتفاقين الإقليميين للمنظمة الإقليمية الأفريقية للملكية الفكرية (الأريبو) والمنظمة الأفريقية للملكية الفكرية (أوابي). بالإضافة إلى ذلك، تمنح بعض الدول، مثل أستراليا وماليزيا، سندات الحماية التي تسمى براءات الابتكار أو ابتكارات المنفعة وهي اشبه بنماذج المنفعة. وتوجد في بلدان أخرى، مثل أيرلندا وسلوفينيا، براءات قصيرة الأجل هي في حكم نماذج المنفعة. وتشير عبارة "نموذج المنفعة" إلى سند لحماية بعض أنواع الاختراعات مثل الاختراعات في مجال الميكانيكيا.
عادة ما يتم التماس الحماية عن طريق نماذج المنفعة للاختراعات الأقل تعقيداً من الناحية التقنية أو الاختراعات التي تتميز بعمر تجاري قصير. وعادة ما تكون إجراءات الحصول على حماية نموذج المنفعة أبسط وأقل تعقيدا من الإجراء المتبع للحصول على حماية البراءة. وتختلف المتطلبات الجوهرية والشروط الموضوعية والإجرائية بموجب القوانين المعمول بها اختلافًا كبيرًا بين البلدان والمناطق التي تعتمد نظام نماذج المنفعة؛ ومع ذلك، تختلف نماذج المنفعة عادةً عن براءات الاختراع في الجوانب الرئيسية التالية:
- إن متطلبات وشروط الحصول على نموذج المنفعة أقل صرامة من شروط الحصول على البراءة. ولئن وجب دائما استيفاء شرط "الجدة"، إلا أن شرط "النشاط الابتكاري" (أو "عدم البداهة") قد يكون أقل وضوحًا بكثير أو قد يكون غائبًا تمامًا. وفي إطار الممارسة العملية، غالباً ما تُطلب حماية نماذج المنفعة للابتكارات ذات طابع خلاق تطويري تدريجي والتي قد لا تفي بمعايير وشروط البراءة.[15]
- مدة الحماية القصوى التي ينص عليها القانون لفائدة نماذج المنفعة هي أقصر عمومًا من تلك المنصوص عليها لبراءة الاختراع، وعادة ما تتراوح بين 7 و10 أعوام.[15]

## التصاميم الصناعية
يُطبّق التصميم الصناعي على مجموعة واسعة من المنتجات الصناعية والحرفية. وهي تشير إلى الجوانب الزخرفية أو الجمالية لسلعة ما، بما في ذلك تشكيلة الخطوط أو الألوان أو الأشكال المجسمة ثلاثية الأبعاد التي تعطي المنتج الصناعي أو الحرفي مظهراً خاصاً ومحدداً. ويجب أن يتمتع التصميم بجاذبية جمالية تلفت النظر. علاوة على ذلك، يجب أن يكون التصميم قابلاً للاستنساخ والتكرار بالوسائل الصناعية؛ فهذا هو الغرض الأساسي من التصميم وهذا هو السبب في تسمية التصميم بـ "صناعي". بالمعنى القانوني، يشير التصميم الصناعي إلى الحق الممنوح في العديد من البلدان، وفقاً لنظام تسجيل لحماية السمات والصفات الأصلية والزخرفية وغير الوظيفية لمنتج ناتج عن نشاط تصميمي. إن الجاذبية الجمالية هي أحد العوامل الرئيسية التي تؤثر على المستهلكين في اختيارهم للمنتج. وعندما يكون الأداء التقني للمنتج الذي يعرضه مصنعون أخرون متشابهاً نسبياً، فإن المستهلكين يعتمدون في اختيارهم على السعر وجمال المظهر.

### أهداف حماية التصميم الصناعي
من خلال مكافأة الأشخاص المبدعين على جهودهم، تحفز حماية التصاميم الصناعية استثمار الموارد في أنشطة التصميم. وأحد الأهداف الأساسية من حماية التصاميم الصناعية هو تنشيط عنصر التصميم في الإنتاج. ولذلك فإن قوانين التصاميم الصناعية لا تحمي عادةً سوى التصاميم التي يمكن استخدامها في الصناعة، أو تلك التي يمكن إنتاجها على نطاق واسع. ويعد الشرط الخاص بالإنتاج الصناعي هو الفرق الملحوظ بين حماية التصميم الصناعي وبين حق المؤلف، حيث أن هذا الأخير يقتصر فقط على الإبداعات الجمالية. ومع ذلك، وفي بعض الحالات، قد تكون التصاميم الصناعية مؤهلة للحماية بموجب حقوق التأليف والنشر، على سبيل المثال متى كان التصميم مثلاً من باب مصنفات الفن التشكيلي/التطبيقي.

### الأصالة
يمكن بشكلٍ عام أن تحظى التصاميم الصناعية بالحماية إذا كانت جديدة أو أصلية. وقد لا تستوفي التصاميم هذه المعايير إذا كانت لا تختلف بشكل كبير عن التصاميم الأخرى الموجودة أو مجموعات منها. في أغلب قوانين التصاميم الصناعية، تُستثنى من الحماية التصاميم التي تمليها وتحددها وظيفة السلعة فقط. فإذا كان تصميم السلعة التي ينتجها عده مصنعين، مثل البرغي، تمليه الوظيفة التي يراد منه تأديتها فحسب، فإن حماية هذا التصميم سيكون له أثر استبعاد وإقصاء جميع المصنعين الآخرين من إنتاج سلع تهدف إلى أداء نفس الوظيفة. ولا يوجد ما يبرر هذا الاستبعاد إلا إذا كان التصميم جديدًا ومبتكرًا بما فيه الكفاية ليكون مؤهلاً لحماية بموجب البراءة. وبعبارة أخرى، فإن الحماية القانونية التي توفرها التصاميم الصناعية تتعلق فقط بالتصميم المطبق على السلع أو المنتجات أو يجسد فيها. ولا تمنع هذه الحماية المصنعين الآخرين من إنتاج أدوات أو سلع أو منتجات مماثلة أو المتاجرة فيها، طالما أنها لا تجسد أو تنسخ التصميم المحمي.

### الحماية
يوفر تسجيل التصميم الصناعي الحماية من استغلال التصميم من دون تصريح في مجال الأدوات والمواد الصناعية. وهو يمنح مالك التصميم الحق الحصري والاستئثاري في صنع أو استيراد أو بيع أو تأجير أو عرض المواد والأدوات التي يطبق عليها التصميم أو التي يتجسد فيها. تختلف مدة صلاحية الحق في التصميم الصناعي من بلد إلى آخر. وتتراوح المدة القصوى المعتادة بين 10 إلى 25 عاماً، وغالباً ما تكون مقسمة إلى فترات تتطلب من المالك تجديد التسجيل من أجل الحصول على تمديد للحماية. وقد تكون فترة الحماية القصيرة نسبياً مرتبطة باقتران التصاميم بالمزيد من أنماط الموضة العامة، والتي تميل إلى التمتع بقبول أو نجاح عابر إلى حد ما، لا سيما في المجالات التي تهتم بالموضة بشكل كبير مثل صناعة الملابس والأحذية.

## الدوائر المتكاملة
على الرغم من أن العناصر الجاهزة في الدوائر الكهربائية كانت تستخدم منذ أمد طويل في صنع المعدات الكهربائية (مثل المذياع)، إلا أن التكامل واسع النطاق للعديد من الوظائف الكهربائية في مكون وعنصر صغير جداً أصبح ممكناً نتيجة للتقدم المحرز في تكنولوجيا أشباه الموصلات. وتصنع الدوائر المتكاملة وفقاً لمخططات أو تصاميم مفصلة للغاية. وتصاميم الدوائر المتكاملة هي من إبداعات الفكر البشري. وهي عادة ما تكون نتيجة لاستثمارات كبيرة وضخمة، سواء من حيث الخبرة أو الموارد المالية. هناك حاجة مستمرة لاستحداث تصاميم جديدة تقلص من أبعاد وأحجام الدوائر المتكاملة الموجودة وتزيد من وظائفها في نفس الوقت. فكلما كانت الدائرة المتكاملة أصغر، كلما قلت المواد اللازمة والضرورية لصنعها، وكلما قلت المساحة اللازمة والمطلوبة لاستيعابها واحتوائها. وتستخدم الدوائر المتكاملة في مجموعة واسعة من المنتجات، بما في ذلك الأدوات المستخدمة يومياً مثل الساعات وأجهزة التلفزيون والغسالات والسيارات، فضلاً عن الحواسيب والخوادم المتطورة.
على الرغم من أن إنشاء تصميم جديد لدائرة متكاملة يتطلب استثماراً كبيراً، إلا أنه من الممكن نسخ التصميم بتكلفة أقل بكثير. ويمكن إجراء النسخ عن طريق تصوير كل طبقة من طبقات الدائرة المتكاملة وتجهيز القوالب لإنتاج الدوائر المتكاملة استناداً إلى تلك الصور. وتعتبر التكلفة الباهظة لإنشاء التصاميم وسهولة نسخها نسبياً من الأسباب الرئيسية التي تفسر ضرورة حماية هذه التصاميم.
لا تُعتبر تصاميم الدوائر المتكاملة تصاميم صناعية بالمعنى الوارد في القوانين التي تنص على تسجيل التصاميم الصناعية. ويرجع ذلك لأنها لا تحدد المظهر الخارجي للدوائر المتكاملة، بل تحدد الموقع المادي والفعلي داخل الدائرة المتكاملة لكل عنصر له وظيفة إلكترونية. وعلاوة على ذلك، لا تعتبر التصاميم التخطيطية للدوائر المتكاملة عادةً اختراعات تفي عادة بشروط البراءة، لأن صنعها لا ينطوي عادةً على نشاط ابتكاري – وإن كان يتطلب قدراً كبيراً من الجهد يبذله خبراء. وإلى جانب ذلك، فقد يتعذر تطبيق الحماية بموجب حقوق المؤلف والطبع والنشر إذا قرر القانون الوطني أن تصاميم الدوائر المتكاملة لا يمكن أن تكون محمية بحقوق المؤلف والطبع والنشر. واستجابة لحالة عدم اليقين التي تحيط بحماية تصاميم الدوائر المتكاملة، اعتُمدت معاهدة المنظمة العالمية للملكية الفكرية (ويبو) فيما يختص بالدوائر المتكاملة في 26 مايو 1989. ولم تدخل هذه المعاهدة حيز النفاذ حتى الآن؛ وإنما أدرجت أحكامها الجوهرية بالاحالة إلى الكثير منها في اتفاق جوانب حقوق الملكية الفكرية المتصلة بالتجارة (اتفاقية تريبس TRIPS)، الذي أبرم عام 1994.

## العلامات التجارية
العلامة التجارية هي إشارة أو تشكيلة من الإشارات التي تميز سلع وخدمات شركة ما عن سلع وخدمات شركة أخرى. وقد تستخدم في هذه الإشارات الكلمات والحروف والأرقام والصور والأشكال والألوان فضلاً عن أي مزيج منها. تسمح العديد من البلدان أيضًا بتسجيل الأشكال الأقل شيوعاً للعلامات التجارية، مثل الإشارات المجسدة ثلاثية الأبعاد (مثل زجاجة كوكا كولا أو لوح شوكولاتة توبليرون)، أو الإشارات السمعية (الأصوات مثل زئير الأسد في بداية الأفلام التي تنتجها شركة مترو غولدوين ماير)، أو الإشارات الخاصة بحاسة الشم (مثل الرائحة المميزة لنوع معين من زيوت المحركات أو خيوط التطريز). ومع ذلك، فقد وضعت العديد من البلدان حدودًا لما يجوز تسجيله كعلامة تجارية، حيث تسمح عمومًا بالإشارات والعلامات التي يمكن إدراكها بصريًا أو التي يمكن تمثيلها رسماً فقط. تُستخدم العلامات التجارية على السلع أو تستخدم مقترنة بتسويق السلع أو الخدمات. وقد لا تظهر العلامة التجارية على السلعة نفسها فحسب، بل قد تظهر أيضًا في التعليب أو التغليف الذي يتم تسويق السلع فيها. وعندما تستخدم العلامة التجارية مقترنة بتسويق السلع والخدمات، فقد تظهر العلامة في الإعلانات الدعائية، على سبيل المثال في الصحف أو على التلفزيون أو على واجهات المتاجر والمحلات.
بالإضافة إلى العلامات التجارية التي تكشف مصدر السلع والخدمات التجاري، توجد عدة فئات أخرى من العلامات.

### العلامات الجماعية
تكون العلامات الجماعية مملوكة لجمعية ما، مثل جمعية تمثل المحاسبين أو المهندسين، ويستخدم أعضاؤها العلامة لتمييز أنفسهم بمستوى معين من الجودة وغير ذلك من الإشتراطات التي تحددها الجمعية.

### علامات الشهادات
تُمنح علامات الشهادات، مثل رمز وولمارك، مقابل الامتثال لمعايير محددة، ولكنها ليست مقيدة بأية عضوية في أي جمعية.

### علامة الخدمة
العلامة المستخدمة لأغراض الخدمات فتسمى علامة الخدمة. وتستخدم علامات الخدمة، على سبيل المثال، من قبل الفنادق والمطاعم والخطوط الجوية ووكالات السياحة ووكالات تأجير السيارات والمغاسل والمصابغ وشركات التنظيف. وينطبق كل ما قيل عن العلامات التجارية أيضاً على علامات الخدمة.

### وظائف العلامات التجارية
بشكل عام، تؤدي العلامات التجارية أربع وظائف رئيسية:
- تمييز سلع وخدمات شركة عن سلع وخدمات شركة أخرى. تسهل العلامات التجارية على المستهلك الاختيار عندما يقدم على شراء بعض السلع او الانتفاع ببعض الخدمات. فهي تساعد المستهلكين على التعرف على سلعة او خدمة مألوفة لديهم بالفعل أو خدمة تم الإعلان عنها. ويجب تقييم الصفة المميزة للعلامة التجارية فيما يتعلق بالسلع أو الخدمات التي تنطبق وتوضع عليها العلامة. على سبيل المثال، كلمة "تفاحة" أو صورة تفاحة لا يمكن أن تميز التفاح، ولكنها تميز أجهزة كمبيوتر. فالعلامات التجارية لا تميز السلع أو الخدمات في حد ذاتها فحسب، بل تميزها أيضًا في علاقتها بالشركة التي تقدم وتعرض تلك السلع أو الخدمات.[15]
- الإشارة إلى شركة بعينها، ليست بالضرورة معروفة للمستهلك، تعرض السلع أو الخدمات في السوق. وبالتالي فإن العلامات التجارية تميّز السلع أو الخدمات من مصدر بعينه عن السلع أو الخدمات المماثلة أو المشابهة من مصادر أخرى. وتعد هذه الوظيفة هامة في تحديد نطاق حماية العلامات التجارية.[15]
- الاشارة إلى جودة معينة تتميز بها السلع أو الخدمات التي تحملها، بحيث يستطيع المستهلكون الاعتماد على الجودة الثابتة للسلع أو الخدمات التي تحمل العلامة. ويشار إلى هذه الوظيفة عادةً باصطلاح وظيفة الضمان للعلامات التجارية. لا تُستخدام العلامة التجارية دائمًا من شركة واحدة فقط، حيث يجوز لمالك العلامة التجارية منح تراخيص استخدام العلامة التجارية لشركات أخرى. وبناءً على ذلك، من الضروري أن يحترم المرخص لهم معايير الجودة التي وضعها مالك العلامة التجارية. علاوة على ذلك، غالبًا ما تستخدم الشركات التجارية العلامات التجارية للسلع التي تقتنيها من مصادر متنوعة في سياق أعمالها التجارية. وفي مثل هذه الحالة، لا يكون مالك العلامة التجارية مسؤولاً عن إنتاج السلع، ولكنه مسؤول (وقد يكون هذا الأمر على نفس القدر من الأهمية) عن اختيار السلع التي تفي بمعايير ومتطلبات الجودة التي يضعها. وحتى في الحالات التي يكون فيها مالك العلامة التجارية هو المصنّع لمنتج معين، فإنه قد يستخدم أجزاء لم ينتجها ولكنه قام بانتقائها.[15]
- النهوض بتسويق المنتجات وبيعها، وتسويق الخدمات وتقديمها. ولا تُستخدم العلامات التجارية لتمييز شركة بعينها أو نوعية معينة أو للإشارة إليهما فحسب، بل تُستخدم أيضاً لتحفيز المبيعات. ويجب اختيار العلامة التجارية التي تستخدم بهذه الطريقة بعناية. إذ يجب أن تجذب انتباه المستهلك وتثير اهتمامه وتوحي له بالثقة. ويُطلق على ذلك أحيانًا وظيفة الإتصال. يمتلك صاحب علامة تجارية مسجلة حقًا استئثارياً وحصريًا في العلامة: إذ له حق استخدامها ومنع الغير من استخدامها أو استخدام علامة مشابهة لها إلى حد اللبس، من دون تصريح بحيث يتجنب تضليل المستهلكين والجمهور عامة. تختلف مدة الحماية، لكن يمكن تجديدها إلى أجل غير مسمى عند دفع الرسوم المستوجبة وبشرط استخدام العلامة. وتتولى المحاكم إنفاذ الحماية على العلامات التجارية وتتمتع في معظم الأنظمة بسلطة مكافحة التعدي على الحقوق في العلامات التجارية.[15]

## الأسماء التجارية
من الفئات الأخرى التي تشملها الملكية الصناعية الأسماء والتسميات التجارية. والاسم التجاري هو الاسم أو التسمية التي تعرف وتحدد هوية شركة ما. وفي معظم البلدان، يمكن تسجيل الاسم التجاري لدى إدارة حكومية. ومع ذلك، وبموجب المادة 8 من اتفاقية باريس لحماية الملكية الصناعية، يجب حماية الاسم التجاري دون وجوب أو الالتزام بإيداعه أو تسجيله، سواء أكان الاسم التجاري يشكل جزءًا من علامة تجارية أم لا. وتكفل حماية الاسم التجاري لشركة ما عامة ألا تستخدمه شركة أخرى، سواء كاسم تجاري أو علامة تجارية أو علامة خدمة - وأنه لا يجوز استخدام اسم أو تسمية مشابهة للاسم التجاري من قبل شركة أخرى إذا كان من المحتمل تضليل الجمهور.

## المؤشرات الجغرافية
المؤشر الجغرافي هو علامة وإشارة تُوضع على السلع التي لها منشأ جغرافي محدد وتمتلك صفات أو خصائص وسمعة تعزى إلى مكان المنشأ. وعادةً ما تستمد المنتجات الزراعية صفاتها وخصائصها من مكان إنتاجها والتي تتأثر بعوامل محلية محددة، مثل المناخ والتربة. أما مسألة ما إذا كانت العلامة تعمل كدلالة فهي مسألة تتعلق بالقانون الوطني وتصور وإدراك المستهلك. ويمكن استخدام المؤشر الجغرافي لمجموعة واسعة من المنتجات الزراعية، مثل اسم مقاطعة "توسكانا" بالنسبة لزيت الزيتون المنتج في تلك المقاطعة الإيطالية، أو اسم “جبن الروكفور” بالنسبة للجبن المنتج في منطقة معينة من فرنسا.
لا يقتصر استخدام المؤشرات الجغرافية على المنتجات الزراعية. إذ يمكن الاستعانة بها لتسلط الضوء أيضًا على صفات وخصائص معينة في المنتج تعزى إلى عوامل بشرية يختص بها مكان منشأ المنتج، مثل مهارات التصنيع والتقاليد المحددة. وقد يكون مكان المنشأ هذا قرية أو بلدة أو منطقة أو بلداً. ومن الأمثلة على البيانات الجغرافية للبلد "سويسرا" أو "سويسري" للمنتجات المصنوعة في سويسرا، ولا سيما الساعات.
وأما تسمية المنشأ فهو نوع خاص من المؤشرات الجغرافية التي تُوضع على سلع لها صفات أو خصائص معينة يمكن أن تعزى أساساً أو حصرياً إلى البيئة الجغرافية التي أُنتجت فيها. ويشمل مصطلح المؤشر الجغرافي تسميات المنشأ. ومن الأمثلة على تسميات المنشأ التي تحظى بالحماية في الدول الأعضاء في اتفاقية لشبونة بشأن حماية تسميات المنشأ وتسجيلها دولياً اسم “هافانا” بالنسبة للتبغ المزروع في منطقة هافانا في كوبا، واسم “تيكيلا” للمشروبات الروحية المنتجة في مناطق معينة في المكسيك.

### الحماية
تحظى المؤشرات الجغرافية بالحماية وفقاً للقوانين الوطنية بطرق متعددة، مثل قوانين مكافحة المنافسة غير المشروعة، وقوانين حماية المستهلك، وقوانين حماية علامات التصديق، أو القوانين الخاصة بحماية البيانات الجغرافية أو تسميات المنشأ. من حيث الجوهر، لا يجوز استخدام المؤشرات الجغرافية بغير تصريح إذا كان من المحتمل أن يؤدي هذا الاستخدام إلى تضليل الجمهور فيما يتعلق بالمنشأ الحقيقي للمنتج. وتتراوح العقوبات المطبقة في هذا الصدد ما بين الأوامر القضائية التي تمنع الاستخدام بدون تصريح إلى دفع تعويضات وغرامات أو الحبس في الحالات الخطيرة.
المنظمة العالمية للملكية الفكرية هي منظمة دولية مكرسة لضمان حماية حقوق المبدعين وأصحاب الملكية الفكرية في جميع أنحاء العالم، والاعتراف بالمخترعين والمؤلفين ومكافأتهم. وباعتبارها وكالة متخصصة تابعة لمنظومة الأمم المتحدة، تضطلع المنظمة بدور منتدى لفائدة الدول الأعضاء فيها لاستحداث القواعد والممارسات وتنسيقها بغية حماية حقوق الملكية الفكرية. وفي معظم البلدان المتقدمة أنظمة للحماية تعود إلى قرون مضت، بينما تواصل البلدان النامية إنشاء أطر قانونية وإدارية لحماية براءات الاختراع والعلامات التجارية والتصاميم وحقوق المؤلف والنشر.

## الحماية من المنافسة غير المشروعة
تلزم المادة 10 (ثانيا) من اتفاقية باريس لحماية الملكية الصناعية البلدان الأعضاء بتوفير الحماية من المنافسة غير المشروعة. ووفقاً لهذه المادة، تُعتبر أفعال المنافسة التالية منافية للممارسات التجارية والصناعية النزيهة:
- كافة الأعمال التي من طبيعتها أن توجد أو تخلق خلطاً او ارباكاً مع منشأة أو بضائع أو أنشطة صناعية أو تجارية لمنافس؛
- ادعاءات كاذبة في مزاولة التجارة ذات طبيعة من شأنها تشويه سمعة المنشأة أو البضائع أو الأنشطة الصناعية أو التجارية لأحد المنافسين؛
- المؤشرات والبيانات أو الادعاءات التي يمكن أن يؤدي استخدامها في مزاولة التجارة إلى تضليل الجمهور إزاء خصائص بعض السلع.

تكمّل الحماية من المنافسة غير المشروعة حماية الاختراعات والتصاميم الصناعية والعلامات التجارية والمؤشرات الجغرافية. وهي مهمة بشكل خاص لحماية المعرفة أو التكنولوجيا أو المعلومات التي لا تحميها البراءة ولكنها قد تكون ضرورية من أجل تحقيق أفضل استخدام لاختراع محمي ببراءة اختراع.

## الصكوك والاتفاقيات الدولية
| أدوات الحماية                                        | موضوع الحماية                                                  | الاتفاقيات الدولية ذات الصلة                                      | السنة | تديرها |
| ---------------------------------------------------- | -------------------------------------------------------------- | ----------------------------------------------------------------- | ----- | ------ |
| البراءات ونماذج المنفعة                              | الاختراعات                                                     | اتفاقية باريس لحماية الملكية الصناعية                             | 1883  | ويبو   |
| البراءات ونماذج المنفعة                              | الاختراعات                                                     | معاهدة التعاون بشأن البراءات                                      | 1970  | ويبو   |
| البراءات ونماذج المنفعة                              | الاختراعات                                                     | معاهدة بودابست                                                    | 1977  | ويبو   |
| البراءات ونماذج المنفعة                              | الاختراعات                                                     | اتفاق ستراسبورغ الخاص بالتصنيف الدولي للبراءات                    | 1971  | ويبو   |
| البراءات ونماذج المنفعة                              | الاختراعات                                                     | معاهدة قانون البراءات                                             | 2000  | ويبو   |
| التصاميم الصناعية                                    | التصاميم الصناعية الجديدة والأصلية التي يبتكرها مبدعون مستقلون | اتفاقية لاهاي بشأن الإيداع الدولي للرسوم والنماذج الصناعية        | 1925  | ويبو   |
| التصاميم الصناعية                                    | التصاميم الصناعية الجديدة والأصلية التي يبتكرها مبدعون مستقلون | اتفاق لوكارنو بشأن وضع تصنيف دولي للتصاميم الصناعية               | 1968  | ويبو   |
| العلامات التجارية، علامات التصديق، العلامات الجماعية | تمييز الإشارات والرموز                                         | اتفاق مدريد بشأن قمع بيانات مصدر السلع، الزائفة أو المضللة        | 1891  | ويبو   |
| العلامات التجارية، علامات التصديق، العلامات الجماعية | تمييز الإشارات والرموز                                         | اتفاق مدريد بشأن التسجيل الدولي للعلامات                          | 1891  | ويبو   |
| العلامات التجارية، علامات التصديق، العلامات الجماعية | تمييز الإشارات والرموز                                         | اتفاق مدريد بشأن التسجيل الدولي للعلامات                          | 1989  | ويبو   |
| العلامات التجارية، علامات التصديق، العلامات الجماعية | تمييز الإشارات والرموز                                         | تصنيف نيس الدولي للسلع والخدمات                                   | 1957  | ويبو   |
| العلامات التجارية، علامات التصديق، العلامات الجماعية | تمييز الإشارات والرموز                                         | اتفاق فيينا الذي وضع بموجبه تصنيف دولي للعناصر التصويرية للعلامات | 1973  | ويبو   |
| العلامات التجارية، علامات التصديق، العلامات الجماعية | تمييز الإشارات والرموز                                         | معاهدة قانون العلامات                                             | 1994  | ويبو   |
| العلامات التجارية، علامات التصديق، العلامات الجماعية | تمييز الإشارات والرموز                                         | معاهدة سنغافورة بشأن قانون العلامات                               | 2006  | ويبو   |
| المؤشرات الجغرافية، وتسميات المنشأ                   | التسميات الجغرافية المرتبطة ببلد أو إقليم أو جهة               | اتفاق لشبونة بشأن حماية تسميات المنشأ وتسجيلها على الصعيد الدولي  | 1958  | ويبو   |
| الدوائر المتكاملة                                    | تصاميم المخططات                                                | معاهدة واشنطن للملكية الفكرية فيما يختص بالدوائر المتكاملة        | 1989  | ويبو   |
| الحماية من المنافسة غير المشروعة                     | ممارسات صادقة                                                  | اتفاقية باريس لحماية الملكية الصناعية                             | 1883  | ويبو   |